# Hilmar Baunsgaard
Hilmar Tormod Ingolf Baunsgaard (født 26. februar 1920 i Slagelse, død 2. juli 1989) var Danmarks statsminister fra 2. februar 1968 til 11. oktober 1971.

## Karriere
Hilmar Baunsgaard havde en handelsuddannelse og arbejdede i det private erhvervsliv. Han tilsluttede sig Det Radikale Venstre og var fra 1948 med i partiets ledelse. Samme år blev han formand for Radikal Ungdom, hvilket han var til 1951. I 1957 blev han valgt til Folketinget og var medlem frem til 1977. Han var handelsminister i de socialdemokratisk-radikale regeringer under Viggo Kampmann og Jens Otto Krag fra 1961 til 1964, men der var politiske problemer i forhold til Krag vedrørende især omsætningsafgiften og den såkaldte helhedsløsning.
Hilmar Baunsgaard havde tv-tække, og det var ikke mindst hans fortjeneste, at Det Radikale Venstre ved folketingsvalget i 1968 fordoblede sit mandattal, hvilket førte til, at Baunsgaard blev statsminister i en ny regering sammen med Venstre og De Konservative. Regeringen fik problemer med et stigende skattetryk, og også ungdomsoprøret gav vanskeligheder. Der blev udskrevet folketingsvalg i 1971, hvor Det Radikale Venstre bevarede sine mandater, men regeringens parlamentariske flertal var væk, og Krag tog over som statsminister.
Hilmar Baunsgaard kunne på grund af indre uro ikke bevare sin indflydelse i partiet, og i 1977 forlod han Folketinget og blev formand for Politikens bestyrelse.

## Privat
Han var bror til politikeren Bernhard Baunsgaard og gift med Egone Baunsgaard.
Han er begravet på Ordrup Kirkegård.